# Kurth Weisser
Kurth Weisser (* 29. März 1939) ist ein ehemaliger deutscher Fußballspieler. In der DDR-Oberliga, der höchsten Spielklasse im DDR-Fußball, war er für den SC Neubrandenburg aktiv.

## Sportliche Laufbahn
Im Alter von elf Jahren begann Kurth Weisser 1950 bei der Betriebssportgemeinschaft (BSG) Energie Neubrandenburg organisiert Fußball zu spielen. Im Laufe seiner Fußballkarriere erschien die BSG als BSG Turbine, Sportclub (1962) und Fußballspielvereinigung (FSV) bzw. BSG Post (1966). Als BSG Turbine stiegen die Neubrandenburger 1957 in die drittklassige II. DDR-Liga und 1962 in die I. DDR-Liga auf. Beide Male war auch Kurth Weisser daran beteiligt. Als Sportclub traten die Neubrandenburger in der Saison 1962/63 in der I. DDR-Liga an, Weisser war in allen 26 Punktspielen aufgeboten worden. Zur Saison 1963/64 gab es nur noch die DDR-Liga, da die II. Liga eingestellt worden war. Es wurden nun 30 Punktspiele ausgetragen, von denen Weisser 26 bestritt. Der Sportclub beendete die Saison als Aufsteiger in die DDR-Oberliga. Von den 26 1964/65 ausgetragenen Oberligaspielen absolvierte Weisser 25 Begegnungen und war zusammen mit Hans-Joachim Steinfurth mit sieben Treffern erfolgreichster Torschütze der Neubrandenburger. Diese konnten die Klasse nicht halten und stiegen nach einem Jahr wieder in die DDR-Liga ab. In der DDR-Liga-Saison 1965/66, in der die Fußballsektion aus dem SC  Neubrandenburg ausgegliedert wurde und zunächst als FSV, kurz darauf als BSG Post antrat, fehlte Weisser verletzungsbedingt bei elf der 30 Spieltage. In den folgenden drei Spielzeiten von 1966 bis 1969 versäumte er insgesamt nur vier DDR-Liga-Spiele, war aber mit 17, 10 und 13 Treffern jeweils Torschützenkönig der Neubrandenburger. 30-Jährig trat er 1968 seine letzte Spielzeit im höherklassigen Fußball an. Bis zum Ende der Saison kam er nur noch viermal in Ligaspielen zum Einsatz und erzielte auch kein Tor mehr. Nach seinen acht Spielzeiten in den beiden höchsten Fußball-Ligen des DDR-Fußballs konnte er auf 186 Punktspieleinsätze zurückblicken, in denen er mit 68 Toren erfolgreich war.